# Cotylurus pileatus
Cotylurus pileatus är en plattmaskart. Cotylurus pileatus ingår i släktet Cotylurus och familjen Strigeidae. Inga underarter finns listade i Catalogue of Life.